# قلعة المويجعي
 قلعة المويجعي:  في مدينة العين، تابعة لـ إمارة أبوظبي في الإمارات العربية المتحدة.حصن المويجعي وقد بناه الشيخ زايد وجعله مقرًا للحكم. وهناك قلعة المربعة وقصر الرميلة وقلعة القطارة وقلعة الواجدي و الهيلي ومزيد وابن عاتي والعانكة والعديد من الأبراج والقلاع الأخرى التي شكلت معلما رئسياً من معالم مدينة العين.

## المبنى
البناء مربع كبير تحيط به أسوار عالية ارتفاعها خمسة أمتار وبه بناءان كبيران للسكن والإقامة، وقد زين مدخله ونوافذة بالزخارف الهندسية.